# Jake Knapp
Jake Knapp je americký vývojář a spisovatel. Účastnil se vývoje produktů Gmail, Google Hangouts nebo Microsoft Encarta.
Narodil se v Seattlu. Vystudoval univerzitu ve Washingtonu. Je autorem procesu Design Sprint, který popsal ve své knize Sprint, jejímiž spoluautory jsou John Zeratsky a Braden Kowitz. Kniha s podtitulem Jak vyřešit velké problémy a otestovat nové myšlenky v pouhých pěti dnech vyšla česky v roce 2017.

## Design Sprint
Jake Knapp pracoval deset roků pro Google a Google Ventures. Zde vytvořil proces Design Sprint. Ten aplikoval při své práci pro společnosti, jako je Nest, Slack nebo Flatiron Health. Proces Design Sprint přijaly společnosti po celém světě, mezi nimi také Organizace spojených národů. Proces využívají při řešení zásadních problémů a testování nových produktů nebo nápadů.

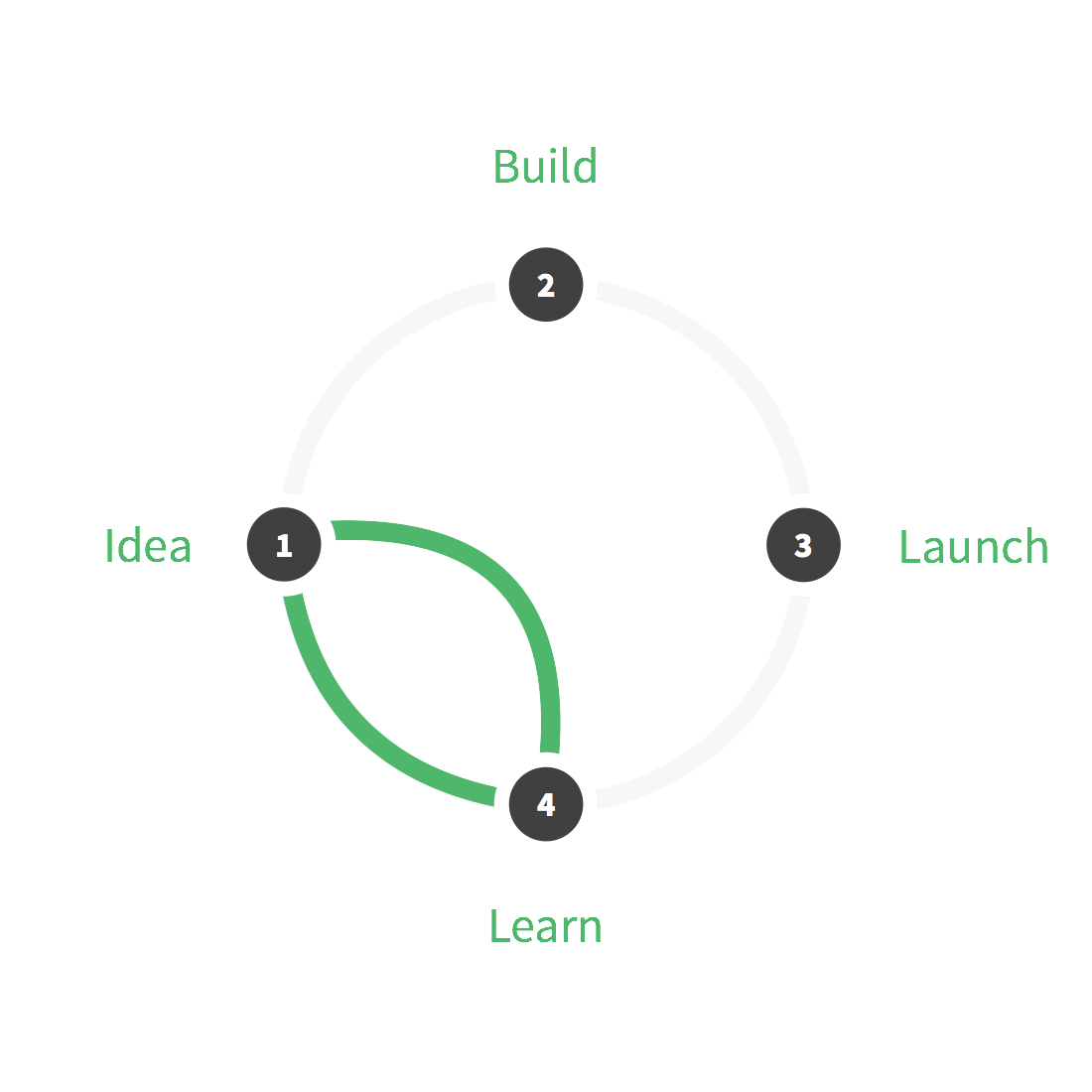
Díky Design Sprintu nemusí nový produkt nebo služba projít celým vývojovým cyklem.

Design Sprint je pětifázový proces využívaný při vývoji nových produktů nebo služeb. Týmům, zpravidla o 4 až 7 lidech, pomáhá jasně si stanovit cíle, ověřovat předpoklady a přijímat rozhodnutí. Hlavními pilíři procesu jsou: obchodní strategie, mezioborová spolupráce, rychlé vytváření prototypů a testování s pomocí skutečných uživatelů.

### Fáze
1.   Porozumění: objevení obchodních příležitostí, stanovení cílové skupiny, definice metriky úspěchu.
2.   Hledání řešení: prozkoumání problému, kreativní způsoby řešení (bez ohledu na proveditelnost).
3.   Konverze: vybrání nápadů, jejich podrobné prozkoumání.
4.   Prototyp: připravení prototypu produktu.
5.   Testování: testování produktu se skutečnými uživateli (cílovou skupinou).

### Hlavní výstupy
- Poznámky, myšlenkové mapy, diagramy.
- Prototypy.
- Zprávy o testování.
- Plány pro další rozvoj produktu.

### Příklady využití Design Sprintu
Některé vybrané příklady využití Design Sprintu: reklamní odvětví, zábavní a herní průmysl, zdravotnictví, výuka jazyků, vzdělávání, neziskový sektor, média, nemovitosti.

## Kniha Sprint
Jake Knapp je spoluautorem knihy Sprint: How to Solve Big Problems and Test New Ideas in Just Five Days, která vyšla česky pod názvem Sprint: Jak vyřešit velké problémy a otestovat nové myšlenky v pouhých pěti dnech, v roce 2017 ji vydalo nakladatelství Jan Melvil Pubslishing. Autoři v knize představují pětidenní proces, který umožňuje řešit náročné problémy a úkoly. Proces aplikoval při práci na projektech pro Google a později pro Google Ventures, kde vytvořil tým s vývojáři Bradem Kowitzem a Johnem Zeratskym.
Kniha Sprint je určená týmům, které hledají odpovědi na zásadní podnikatelské otázky. Jde o průvodce, který ukazuje, jak rychle řešit problémy a náročné úkoly. Klíčem je právě pětidenní proces – sprint. V pondělí se tým zaměří na stanovení problému a na klíčové otázky, které je třeba řešit. V úterý načrtne řešení. Ve středu přijme důležitá rozhodnutí a nápady změní v hypotézu. Ve čtvrtek vytvoří prototypy. A v pátek je otestuje s pomocí skutečných uživatelů.
Kniha se během pár měsíců od svého vydání stala jednou z nejcitovanějších podnikatelských knih vůbec a také bestsellerem podle žebříčku New York Times.
Ev Williams, zakladatel služeb Medium, Blogger a Twitter, o knize řekl: Pokud chcete vytvářet lepší produkty, přečtěte si tuto knihu a řiďte se jejími radami.